# Beringraja binoculata
Beringraja binoculata (Syn.: Raja binoculata) ist der größte Vertreter der Echten Rochen (Rajidae) an der Pazifikküste Nordamerikas. Er kommt im nördlichen Pazifik von Cape Navarin südlich der russischen Tschuktschen-Halbinsel an der Beringstraße bis auf die Höhe der Isla de Cedros vor der Küste Niederkaliforniens vor. 

## Merkmale
Beringraja binoculata wird für gewöhnlich 1,80 Meter, maximal 2,40 Meter lang und kann ein Maximalgewicht von 91 kg erreichen. Die Vorderkante der Körperscheibe verläuft leicht konkav nach innen, der Kopf ist zugespitzt. Seine beiden kleinen Rückenflossen liegen weit hinten auf dem Schwanz. Eine Schwanzflosse fehlt. Zu beiden Seiten des Schwanzes befindet sich je ein fleischiger Kiel. Die Bauchflossen sind nur leicht eingebuchtet. Einige Dornen befinden sich an den Augen, bei ausgewachsenen Tiere sind sie von Haut überzogen. Ein weiterer Dorn befindet sich auf der Körpermitte, eine Dornenreihe über den Bauchflossen, sie kann auch fehlen, und auf der Schwanzoberseite. Sonst ist die Körperoberseite ohne größere Dornen, ausgenommen der kleinen Dentikel ausgewachsener Exemplare. Die weißliche, manchmal mit dunklen Flecken versehene, Unterseite ist fast völlig glatt. Die Oberseite von Beringraja binoculata ist braun, grau, rotbraun oder olivfarben oft mit rosettenartigen weißen Flecken, dunkler Marmorierung und zwei auffälligen Augenfleck.

## Lebensweise
Beringraja binoculata lebt in Tiefen von drei bis 800 Metern auf sandigen und schluffigen Meeresböden. Er ernährt sich von Fischen und Krebstieren und gräbt sich oft vollständig in den Boden ein. Wie alle Echten Rochen ist er eierlegend (ovipar). Die Eier sind raue, längliche Hornkapseln, die 22,8 bis 30,5 cm lang und 11 bis 19,4 cm breit sind und an den Ecken mit steifen spitzen Hörnern versehen sind. 